# División de Honor de bádminton 2018-19
La temporada 2018-19 fue la 32.ª edición de la División de Honor de bádminton en España, máxima categoría de este deporte en el país. Fue organizada por la Federación Española de Bádminton. La disputaron 8 equipos. La temporada regular comenzó el 8 de septiembre de 2018 y finalizó el 9 de marzo de 2019. El campeón fue el Recreativo de Huelva-IES La Orden, que se adjudicó su sexto título.

## Equipos participantes
| Equipo                     | Ciudad       | Recinto                          |
| -------------------------- | ------------ | -------------------------------- |
| CB IES La Orden            | Huelva       | Polideportivo Andrés Estrada     |
| Club Bádminton Rinconada   | La Rinconada | Pabellón Fernando Martín         |
| Club Bádminton Oviedo      | Oviedo       | Polideportivo Corredoria Arena   |
| Club Bádminton Pitiús      | Ibiza        | Polideportivo Insular Blancadona |
| Club Bádminton Benalmádena | Benalmádena  | Polideportivo Arroyo de la Miel  |
| CB Arjonilla               | Arjonilla    | Pabellón Municipal de Arjonilla  |
| AE Granollers              | Granollers   | Pavelló Municipal del Congost    |
| CB San Fernando            | Valencia     | Pabellón Fuensanta               |

## Clasificación
| N. | Equipo                  | Puntos | Jugados | Victorias | Empates | Perdidos | Partidos | Juegos  | Puntos    |
| -- | ----------------------- | ------ | ------- | --------- | ------- | -------- | -------- | ------- | --------- |
| 1  | Recreativo IES La Orden | 36     | 14      | 12        | 0       | 2        | 73-24    | 155-61  | 4195-3215 |
| 2  | Ovida Bádminton Oviedo  | 36     | 14      | 12        | 0       | 2        | 67-30    | 144-78  | 4128-3622 |
| 3  | ESPC.B. Pitiús          | 33     | 14      | 11        | 0       | 3        | 65-33    | 142-74  | 3995-3427 |
| 4  | ESPC.B. Arjonilla       | 21     | 14      | 7         | 0       | 7        | 49-49    | 105-117 | 3800-3929 |
| 5  | ESPC.B. Rinconada       | 15     | 14      | 5         | 0       | 9        | 42-56    | 101-124 | 3819-4078 |
| 6  | ESPC.B. Benalmádena     | 12     | 14      | 4         | 0       | 10       | 44-54    | 99-116  | 3715-3871 |
| 7  | ESPC. B. San Fernando   | 9      | 14      | 3         | 0       | 11       | 25-73    | 71-157  | 3695-4398 |
| 8  | ESPBadminton Granollers | 6      | 14      | 2         | 0       | 12       | 26-72    | 61-151  | 3282-4089 |